# Tepatitlán de Morelos
Tepatitlán de Morelos is een stad in de Mexicaanse staat Jalisco. De plaats heeft 91.959 inwoners (census 2010) en is de hoofdplaats van de gemeente Tepatitlán de Morelos.
In de precolumbiaanse periode werd Tepatitlán bewoond door Otomí en Chichimeekse stammen. De naam komt uit het Nahuatl en betekent 'plaats van de stenen'. De plaats werd gesticht in 1530 door Spaanse missionarisen als San Francisco Tepatitlán, ter ere van Franciscus van Assisi, de beschermheilige van de plaats. Later werd de plaats hernoemd ter ere van de onafhankelijkheidsstrijder José María Morelos. Tijdens de cristero-oorlog werd hier een paar keer hevig gevochten, de slag bij Tepalitlán op 17 maart 1929 was zelfs het bloedigste gevecht uit die oorlog.
De belangrijkste bron van inkomsten is de landbouw, de plaats is Mexico's grootste producent van eieren. Ook wordt hier tequila gestookt.